# Радянська Росія (китобійна база)
«Радянська Росія» — китобійна база проєкту 392, побудована на Миколаївському суднобудівному заводі імені І. С. Носенка у 1959—1961 роках. Одна з найбільших у світі китобійних баз (однотипна «Радянській Україні»), здатна переробляти 75 китів на добу сумарною вагою 4 000 тонн. У 1961—1980 роках активно працювала на видобутку китів у Південному океані. Після виснаження китових стад сім років провела у відстої, поки не була переобладнана в Сінгапурі на рибоконсервну базу. У 1997 році перейменована на «Альбатрос» і продана в Індію на металолом.

## Історія
Проєкт судна розроблявся в центральному конструкторському бюро «Морпромсуд» (Ленінградське КБ «Восток»).
Загалом за проєктом 392 було побудовано два судна, «Радянська Україна» (1959) і «Радянська Росія» (1961). Обидва судна будувалися на суднобудівному заводі імені І. С. Носенка для Міністерства рибного господарства УРСР. Планувалося будівництво третьої китобази — «Радянська Білорусь», проте потім від цих планів відмовилися. Головні двигуни, вже замовлені заводом, були використані для будівництва суховантажних суден «Полтава» і «Полоцьк» проєкту 594 у 1962—1963 роках.
У 1959 році зі стапеля заводу зійшла «Радянська Україна», цього ж року на тому ж стапелі 10 жовтня було закладено однотипне судно, яке отримало назву «Радянська Росія», спущене на воду у 1961 році. Ходові державні випробування були проведені в стислі терміни з 10 по 14 вересня 1961 року. 23 вересня 1961 року було підписано акт про дострокову здачу судна в експлуатацію (на 3 місяці раніше запланованого терміну). 26 вересня 1961 року під командуванням капітана-директора А. Буянова китобаза покинула завод. Портом приписки для нього став Владивосток.
Флотилія складалася з китобази й 21 китобійного судна (20 промислових китобійних суден і 1 навчально-пошукове, яке займалося підготовкою гарпунерів і розвідкою скупчень китів). Усі китобійні судна мали порядковий номер і назви на літеру «В» (крім «Комсомолець Примор'я»). За штатним розкладом, затвердженим Мінрибгоспом СРСР, екіпаж китобази на перший рейс було визначено в кількості 640 осіб, а екіпаж кожного китобійного судна — 31 особа. Повний склад флотилії майже 1300 осіб. Крім того, на китобазі перебувало 15 осіб фахівців заводу-будівельника.
У перший рейс флотилія вийшла з Туапсе 10 жовтня 1961 року, в супроводі 7 китобійних суден. Ще 3 китобої раніше були відправлені в Антарктику для розвідки скупчень китів, інші наздоганяли флотилію вже в Антарктиді аж до грудня, сходячи зі стапеля Миколаївського заводу. Протягом першого рейсу команда обійшла навколо Антарктиди.
Під час першого рейсу двічі китобійці втрачали лопаті гвинтів і втрачали хід. Головний механік флотилії Г. П. Доруховський, який раніше служив на флотилії «Алеут», запропонував зробити заміну гвинта китобійного судна безпосередньо на промислі. Китобійне судно підходило до айсберга, стріляло в нього з гарпунної гармати, швартувалося, після чого силами водолазів гвинт міняли.
У другому рейсі був пошкоджений правий гвинт китобази. Через втрату лопаті, щоб уникнути вібрації та деформації гребного вала, правий дизель міг працювати тільки на малих обертах, швидкість знизилася до 10 вузлів, замість 16. Після цього, щоб не гаяти часу, 3 китобійних судна «цугом» буксирували китобазу через увесь Тихий океан від Магелланової протоки до Бристольської затоки — району промислу — із заданою швидкістю в 16 вузлів.
Постійним портом заходу флотилії став Сінгапур. Призначалася база для роботи в будь-яких широтах Світового океану. Виробнича потужність китобази давала змогу обробити 75 китів на добу загальною вагою понад 4 000 тонн, виробляти 1 000 тонн жиру і 200 тонн китового борошна при 100% утилізації сировини.
Промислові судна «Радянська Україна» і «Радянська Росія» були найбільшими й найпотужнішими кораблями цього типу не тільки в СРСР, а й у світі. Судна набагато випереджали інших флагманів китобійних флотилій. До середини 1960 років Антарктика залишалася основним районом промислу китів.
У зв'язку з інтенсивним виловом у 1972 році в США було ухвалено «Акт із захисту морських ссавців», який заборонив видобуток та імпорт морських ссавців, за винятком кількох випадків (промисел корінними народами — ескімосами та алеутами і виготовлення ними предметів народного промислу). Через 10 років Міжнародна китобійна комісія прийняла мораторій на комерційний китобійний промисел, починаючи з 1985 року. 
За період 1961—1972 років флотилія добула близько 54 000 китів. У 1970-ті роки була зроблена спроба постачати Примор'я і Далекий Схід китовим м'ясом, але великої популярності воно у споживачів не отримало. У 1980 році «Радянська Росія» здійснила свій останній китобійний рейс і після цього відстоювалася біля причалу близько 7 років. Наприкінці 1980-х років судно відігнали в Сінгапур і переробили на рибопромислову базу.
З кінця 1980-х років «Радянська Росія» використовувалася для лову і перероблювання минтая, в 1997 році була перейменована на «Альбатрос» і в тому ж році через збитковість судна було вирішено продати базу на металолом в Індію, а виручені кошти направити на виплату заборгованостей із зарплати екіпажу і ремонт двох інших рибних баз.

## Технічні характеристики
За конструктивним типом «Радянська Україна» трипалубна, система набору корпусу змішана, з баком, з рубкою і надбудовою в носовій частині, з надбудовою в кормі, з похилим носом і крейсерською кормою. Система охолодження розсільна, холодоагент аміак, 10 компресорів, температура в трюмах -20 °С.
Основне призначення — приймання китових туш у морі від китобійних суден, заморожування китового м'яса, вироблення китового жиру і борошна, зберігання і транспортування продукції китобійного промислу, постачання китобійних суден, культурно-побутове і медичне обслуговування їхніх екіпажів. Судно має велику кількість вантажних відсіків і вантажного оснащення:
- 1 вантажний трюм місткістю 980 м3;
- 1 борошняний трюм місткістю 7770 м3;
- 2 рефрижераторних трюми місткістю 2040 м3 і 3550 м3;
- 36 жирових танків загальною місткістю 21690 м3;
- 2 вантажних крани «КЕ-26» вантажопідйомністю по 5 тонн;
- 10 вантажних стріл вантажопідйомністю 2×10 тон, 6×5 тон і 2×3 тон.

Основні технічні характеристики:
- Дальність ходу: 9100 миль;
- Автономність: 25 діб;
- Екіпаж: 509 осіб (усього ліжкових місць — 536);
- Дедвейт: 26090 тонн;
- Довжина: 217,8 м;
- Ширина: 27,8 м;
- Висота борту: 19,05 м;
- Осадка: 6,42 м (пуста); 10,83 м (повна);
- Головний двигун: дизельний «674-VTBF-160» (завод Burmaser & Wain, Данія);
- Потужність головного двигуна: 2×7500 к. с.;
- Швидкість: 16,0 вузлів.